# Kryptologie

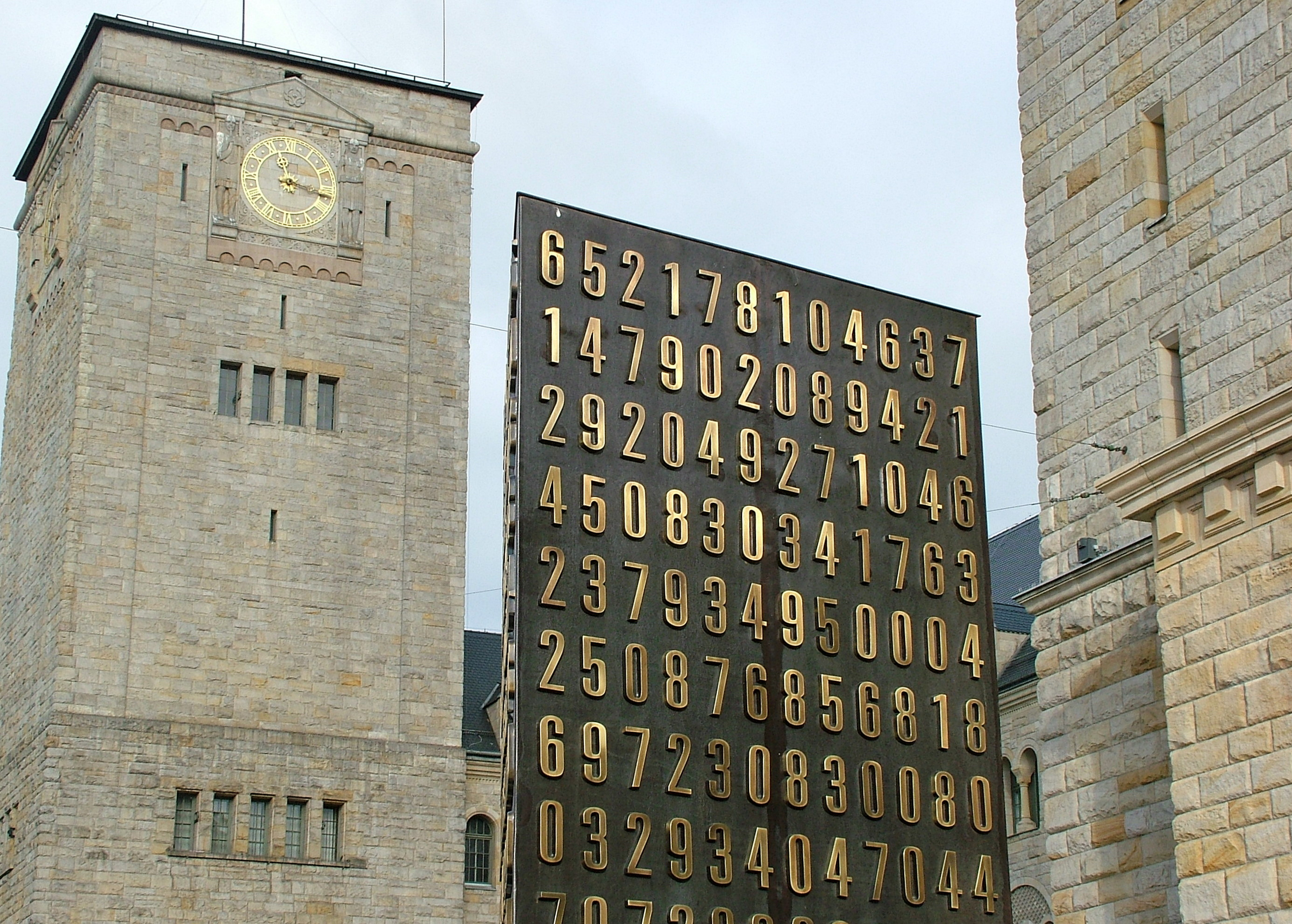
Mit Zufallstexten aus Ziffern beschriftetes Kryptologen-Denkmal vor dem Residenzschloss Posen

Die Kryptologie (griechisch κρυπτός kryptós „versteckt, verborgen, geheim“ und -logie) ist eine Wissenschaft, die sich mit der Verschlüsselung und Entschlüsselung von Informationen und somit mit der Informationssicherheit beschäftigt. Bis ins späte 20. Jahrhundert waren  Verschlüsselungsverfahren der einzige Untersuchungsgegenstand. Mit der Etablierung des elektronischen Datenverkehrs kamen weitere Bereiche hinzu. Dazu zählen digitale Signaturen, Identifikationsprotokolle, kryptografische Hashfunktionen, Geheimnisteilung, elektronische Wahlverfahren und elektronisches Geld. Heute ist die Kryptologie in die Fachgebiete Symmetrische Kryptographie, Public-Key-Kryptographie, Hardwarekryptographie und Theoretische Kryptologie unterteilt.
Die Kryptologie lässt sich auch in die beiden Gebiete Kryptographie (auch: Kryptografie), die Verschlüsselung von Informationen, und Kryptoanalyse (modernere Schreibweise auch: Kryptanalyse), die Informationsgewinnung aus verschlüsselten Informationen, unterteilen. Diese Einteilung entwickelte der russisch-amerikanische Kryptologe William Friedman Ende des Ersten Weltkrieges. Von ihm stammen sowohl die Begriffsdefinitionen wie auch die Abgrenzung untereinander. Dem folgend beschäftigt sich die Kryptographie mit der Entwicklung und Anwendung der einzelnen Verfahren und die Kryptoanalyse mit deren Stärken und Schwächen. Anders formuliert, befasst sich die Kryptographie mit der Sicherheit der eigenen geheimen Kommunikation insbesondere gegen unbefugte Entzifferung oder Veränderung, während die Kryptoanalyse, quasi als Gegenspielerin der Kryptographie, das Brechen der Sicherheit der Kommunikation zum Ziel hat. Kryptographie und Kryptoanalyse werden daher auch als defensive und offensive Kryptologie bezeichnet. Der damit verbundenen Beschränkung des Begriffs Kryptographie wird allerdings nicht immer Rechnung getragen. Vielmehr werden die Begriffe Kryptologie und Kryptographie zuweilen gleichberechtigt verwendet.
Das Adjektiv kryptisch wird auch in einem allgemeinen Sinn von „unklar oder uneindeutig in der Ausdrucksweise und daher schwer zu verstehen“ verwendet.

## Kerckhoffs’ Prinzip
Ein wichtiger Grundsatz der modernen Kryptographie ist Kerckhoffs’ Prinzip. Demnach darf die Sicherheit eines Kryptosystems nicht von der Geheimhaltung des Algorithmus abhängen. Die Sicherheit gründet sich auf die Geheimhaltung frei wählbarer Eingabeparameter des Algorithmus. Dies sind bei Verschlüsselungsverfahren die geheimen Schlüssel.

## Kurzer historischer Überblick
Die Kryptologie als Wissenschaft existiert erst seit den 1970er Jahren, als Ralph Merkle, Whitfield Diffie und Martin Hellman die ersten Forschungsarbeiten zur Public-Key-Kryptographie veröffentlichten und damit die Kryptologie als Wissenschaft begründeten. Zuvor wurden Ergebnisse zur Kryptographie und Kryptoanalyse von Regierungen und Militärorganisationen unter Verschluss gehalten.
Seit 1982 existiert mit der International Association for Cryptologic Research (IACR) ein wissenschaftlicher Fachverband für Kryptologie. Die IACR organisiert kryptologische Konferenzen, gibt die renommierte Fachzeitschrift Journal of Cryptology heraus und betreibt u. a. ein elektronisches Archiv für wissenschaftliche Arbeiten aus dem Bereich der Kryptologie.